# Philippe-Marie-Joseph-Charles de La Pomelie
Philippe-Marie-Joseph-Charles de La Pomelie, francoski general, * 1879, † 1966.